# Pelophylax hispanicus
Pelophylax hispanicus — вид-клептон жаб роду зелених жаб (Pelophylax) родини жаб'ячих (Ranidae). Один із 25 видів роду. Ендемік Італії.

## Поширення
Вид поширений в Італії (на південь від Генуї та Ріміні) та на острові Сицилія. Живе в прісноводних річках, озерах, болотах на висоті до 1800 м  н. р. м.

## Охорона
Стан більшості природних популяцій виду в межах ареалу залишається більш-менш стабільним. Саме тому він, згідно з Червоним списком МСОП, отримав охоронний статус «відносно благополучний вид». 
Але в окремих регіонах спостерігається тенденція до зниження чисельності популяції виду. Тому Pelophylax hispanicus занесена також до Бернської конвенції (охоронна категорія: вид підлягає охороні), а також до Директиви Європейського Союзу 92/43/ЄС «Про збереження природних оселищ та видів природної фауни і флори» (Додаток IV. Види рослин і тварин, що становлять особливий інтерес для Європейського Союзу, які потребують суворих заходів охорони).